# Istanbul World Political Forum
Het Istanbul World Political Forum (Istanbul Wereld Politiek Forum) is een jaarlijkse bijeenkomst van internationale politici (presidenten, ministers-presidenten en anderen), de CEO's van grote bedrijven, religieuze leiders en geselecteerde intellectuelen en journalisten. Het Forum komt bijeen in Istanbul. Het Forum heeft invloed op wereldwijde besluitvorming.
Het Istanbul Forum is in 2011 opgericht door Ahmet Eyüp Özgüç, een Turks onderzoeker en zakenman.

## Activiteiten
Volgens de voorstanders is het Istanbul Forum een ideale gelegenheid voor dialogen en debatten over de grote sociale en economische problemen van de planeet, aangezien zowel vertegenwoordigers van de belangrijke politieke organisaties als vertegenwoordigers van de economische organisaties als intellectuelen aanwezig zijn en omdat de gesprekken in een informele sfeer worden gehouden.

## Deelname van politici
De bijeenkomsten van het Istanbul Forum worden doorgaans bezocht door enige tientallen politici. In 2011 is de bijeenkomst bijgewoond door bijvoorbeeld Kofi Annan, Al Gore, Recep Tayyip Erdogan en José Luis Rodríguez Zapatero, Wim Kok en de president van Syrië Bashar al-Assad.

## Media
Op elke bijeenkomst van het Istanbul Forum worden journalisten uitgenodigd. Journalisten zijn welkom op de officiële agendaonderdelen en participeren hier ook in. Bij de informatie-activiteiten, zoals de informele workshops en de privégesprekken, zijn geen journalisten welkom.